# Mönchshof-Triathlon

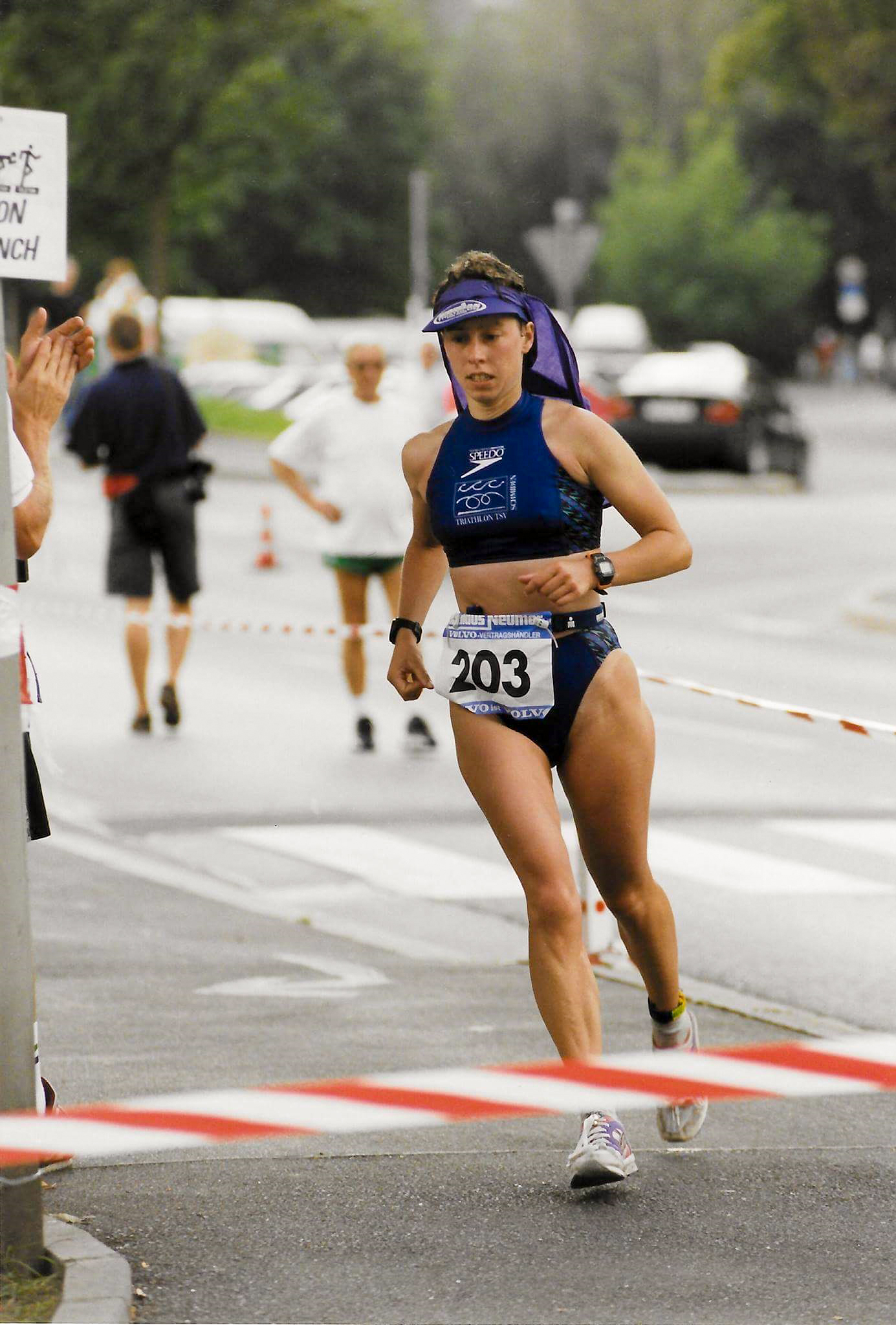
Sabine Heinrich – die vierfache Langdistanz-Siegerin beim IronMönch im August 2000

Der TenneT Powertriathlon Trebgast (2013–2018: Kapuziner Alkoholfrei Triathlon, 2003–2012: Mönchshof Triathlon, 1995–2002: IronMönch Triathlon, 1984–1994 Trebgaster Triathlon) ist ein seit 1984 alljährlich in Kulmbach veranstalteter Triathlon, der damit zu den ältesten ununterbrochen ausgerichteten Triathlon-Wettkämpfen in Deutschland zählt.

## Organisation
In den ersten elf Jahren bis einschließlich 1994 lautete der Name der Veranstaltung Trebgaster Triathlon nach dem Trebgaster Badesee, an dem die erste Disziplin Schwimmen absolviert wurde.

### Langdistanz von 1993 bis 2002
1993 gab es hier erstmals einen Triathlon über die Langdistanz und von 1996 bis 2002 wurden hier siebenmal in Folge die Deutschen Meisterschaften ausgetragen.
Von 1995 an wurde der Wettkampf unter dem Namen IronMönch Triathlon als Kofferwort aus dem über die gleiche Wettkampfdistanz veranstalteten und zum Deonym gewordenen Ironman Hawaii sowie einer Marke des Hauptsponsors, der Kulmbacher Brauerei AG, ausgerichtet. Um einem drohenden Rechtsstreit mit dem amerikanischen Unternehmen World Triathlon Corporation als Inhaber der Rechte an der Marke „Ironman“ aus dem Weg zu gehen, lautete die Veranstaltung ab 2003 „Mönchshof Triathlon“.

### Mitteldistanz von 2003 bis 2011
Der Teilnehmerrekord mit rund 900 Startern am Trebgaster See wurde 2009 aufgestellt, als im Rahmen der Veranstaltung die Bayerischen Meisterschaften wie die offiziellen Feierlichkeiten zum fünfundzwanzigjährigen Jubiläum des Bayerischen Triathlonverbandes stattfanden.
Der Wettkampf wurde in den einzelnen Jahren wechselweise über die Kurz-, Mittel- und Langdistanz ausgerichtet. Dreizehnmal schrieb die Deutsche Triathlon Union im Rahmen des Wettkampfes die Deutsche Meisterschaft aus. Ein Rennen über die Langdistanz wurde zuletzt im August 2002 ausgetragen – als Deutsche Meisterschaft Triathlon Langdistanz.
Die Veranstaltung wurde über Jahre von ihrem Organisationsleiter Wolfgang Pirl geprägt. Wolfgang Pirl zählte 1980 zu Deutschlands Top-Schwimmern, der z. B. für die Olympischen Spiele 1980 qualifiziert war. Wolfgang Pirl war Gründungsmitglied des Ausdauersportvereins (ASV) Kulmbach sowie des Bayerischen Triathlon-Verbandes, dessen Sportwart er bis zu seinem überraschenden Tod 2011 im Alter von 54 Jahren war. Deshalb lief die Jubiläumsveranstaltung 2012 im Sommer nach seinem Tod unter dem offiziellen Namen Wolfgang Pirl Gedächtnis Triathlon.
Seit 2013 wurde der Wettkampf unter dem Namen Kapuziner Alkoholfrei Triathlon ausgeschrieben. Unabhängig vom Namen wurde dem Wettkampf jeweils eine fortschreibende Nummerierung vorangesetzt, so dass am 14. Juni 2015 in Kulmbach der 33. Kapuziner Alkoholfrei Triathlon stattfand.
Am 11. Juni 2016 wurde der Triathlon bei seiner 34. Austragung (Kurz- und Mitteldistanz) nach einem schweren Radunfall abgebrochen.
Am 28. Mai 2017 gab es hier erstmals ein Rennen über die Sprintdistanz (0,75 km Schwimmen, 20 m Radfahren und 4,8 km Laufen).

### Schnupper-, Sprint- und Kurzdistanz seit 2018
Seit 2019 findet der Triathlon mit neuem Sponsor unter dem Namen TenneT POWERTRIATHLON Trebgast rund um den Trebgaster Badesee statt. Mit am Start sind neben der Sprint- und Kurzdistanz seit 2019 auch die Schnupperdistanz (0,2 km Schwimmen, 10 km Radfahren und 1,8 km Laufen), ebenso die Ligawettkämpfe der Regionalliga und der 2. Triathlonbundesliga Süd.
Die nächsten Rennen über die Schnupper-, Sprint- und Kurzdistanz wurden am 30. Juni 2024 ausgetragen.
|        | Trebgaster Triathlon | Trebgaster Triathlon | Trebgaster Triathlon | Trebgaster Triathlon | Trebgaster Triathlon | Trebgaster Triathlon | Trebgaster Triathlon | Trebgaster Triathlon | Trebgaster Triathlon | Trebgaster Triathlon | Trebgaster Triathlon | IronMönch Triathlon | IronMönch Triathlon | IronMönch Triathlon | IronMönch Triathlon | IronMönch Triathlon | IronMönch Triathlon | IronMönch Triathlon | IronMönch Triathlon | Mönchshof Triathlon | Mönchshof Triathlon | Mönchshof Triathlon | Mönchshof Triathlon | Mönchshof Triathlon | Mönchshof Triathlon | Mönchshof Triathlon | Mönchshof Triathlon | Mönchshof Triathlon | Mönchshof Triathlon | Kapuziner Alkoholfrei Triathlon | Kapuziner Alkoholfrei Triathlon | Kapuziner Alkoholfrei Triathlon | Kapuziner Alkoholfrei Triathlon | Kapuziner Alkoholfrei Triathlon | Kapuziner Alkoholfrei Triathlon | TenneT Powertriathlon Trebgast | TenneT Powertriathlon Trebgast | TenneT Powertriathlon Trebgast | TenneT Powertriathlon Trebgast | TenneT Powertriathlon Trebgast |
|        | 84                   | 85                   | 86                   | 87                   | 88                   | 89                   | 90                   | 91                   | 92                   | 93                   | 94                   | 95                  | 96                  | 97                  | 98                  | 99                  | 00                  | 01                  | 02                  | 03                  | 04                  | 05                  | 06                  | 07                  | 08                  | 09                  | 10                  | 11                  | 12                  | 13                              | 14                              | 15                              | 16                              | 17                              | 18                              | 19                             | 20                             | 21                             | 22                             | 23                             |
| Sprint |                      |                      |                      |                      |                      |                      |                      |                      |                      |                      |                      |                     |                     |                     |                     |                     |                     |                     |                     |                     |                     |                     |                     |                     |                     |                     |                     |                     |                     |                                 |                                 |                                 |                                 | X                               | X                               | X                              |                                | X                              | X                              | X                              |
| Kurz   | X                    | X                    |                      | X                    | X                    | X                    |                      | X                    | X                    |                      | X                    |                     |                     |                     |                     |                     |                     |                     |                     |                     |                     |                     |                     | X                   |                     | X                   |                     |                     | X                   | X                               | X                               | X                               | (X)                             |                                 | X                               | X                              |                                | X                              | X                              | X                              |
| Mittel |                      | X                    | X                    |                      |                      |                      | X                    |                      |                      |                      |                      |                     |                     |                     |                     |                     |                     |                     |                     | X                   | X                   | X                   | X                   | X                   | X                   | X                   | X                   | X                   |                     |                                 |                                 |                                 | (X)                             |                                 |                                 |                                |                                |                                |                                |                                |
| Lang   |                      |                      |                      |                      |                      |                      |                      |                      |                      | X                    |                      | X                   | X                   | X                   | X                   | X                   | X                   | X                   | X                   |                     |                     |                     |                     |                     |                     |                     |                     |                     |                     |                                 |                                 |                                 |                                 |                                 |                                 |                                |                                |                                |                                |                                |

Anmerkung: gelb markierte Wettkämpfe mit Internationaler Deutscher Meisterschaft, blau markierte mit Bayerischer Meisterschaft

## Ergebnisse

### Langdistanz
| Datum/Jahr         | Männer               | Männer               | Männer           | Frauen              | Frauen          | Frauen          |
| Datum/Jahr         | Erster Platz         | Zweiter Platz        | Dritter Platz    | Erster Platz        | Zweiter Platz   | Dritter Platz   |
| ------------------ | -------------------- | -------------------- | ---------------- | ------------------- | --------------- | --------------- |
| 10. Aug. 2002 (DM) | Andrey Yastrebov     | Martin Wintersteiner | Norbert Huber    | Heike Funk -2-      | Claudia Hille   | Gabi Broselge   |
| 11. Aug. 2001 (DM) | Siegfried Ferstl -4- | Steffen Hartig       | Norbert Huber    | Ute Schäfer         | Silke Fersch    | Sabine Stelter  |
| 12. Aug. 2000 (DM) | Faris Al-Sultan      | Roland Knoll         | Siegfried Ferstl | Sabine Heinrich -4- | Daniela Neetzel | Marion Bührmann |
| 14. Aug. 1999 (DM) | Siegfried Ferstl -3- | Markus Dippold       | Markus Pesch     | Sabine Heinrich -3- | Martina Schrade | Martina Nagel   |
| 15. Aug. 1998 (DM) | Markus Dippold       | Siegfried Ferstl     | Ingo Frantzki    | Sabine Heinrich -2- | Julia Brütting  | Susi Eger       |
| 9. Aug. 1997 (DM)  | Siegfried Ferstl -2- | Uwe Wamper           | Thomas Geiger    | Sabine Heinrich -1- | Marion Bührmann | Gabriele Keck   |
| 1996 (DM)          | Siegfried Ferstl -1- | Markus Dippold       | Dirk Schneider   | Beate Kleindienst   | Marion Bührmann | Gabi Pauli      |
| 1995               | Peter Reher -2-      |                      |                  |                     |                 |                 |
| 1993               | Peter Reher -1-      |                      |                  | Heike Feichtmayer   |                 |                 |

| DTU Deutsche Meisterschaft Triathlon Langdistanz |

### Mitteldistanz
2 km Schwimmen, 85 km Radfahren und 20 km Laufen
| Datum/Jahr         | Männer            | Männer          | Männer            | Frauen               | Frauen           | Frauen                 |
| Datum/Jahr         | Erster Platz      | Zweiter Platz   | Dritter Platz     | Erster Platz         | Zweiter Platz    | Dritter Platz          |
| ------------------ | ----------------- | --------------- | ----------------- | -------------------- | ---------------- | ---------------------- |
| 12. Juni 2011 (DM) | Stefan Schmid -2- | Stefan Schmid   | Niclas Bock       | Dana Wagner          | Katrin Esefeld   | Julia Leenders         |
| 6. Juni 2010 (DM)  | Markus Fachbach   | Horst Reichel   | Stefan Schmid     | Diana Riesler        | Kristin Möller   | Andrea Steinbecher     |
| 13. Juni 2009      | Andrej Heilig     | Andreas Ziegler | Ralf Nacke        | Ulrike Schwalbe      | Claudia Bregulla | Gabriela Harnischfeger |
| 8. Juni 2008 (DM)  | Timo Bracht       |                 |                   | Katja Schumacher -2- |                  |                        |
| 2007               | Stefan Schmid -1- |                 |                   | Claudia Hille        |                  |                        |
| 12. Aug. 2006 (DM) | Pete Jacobs       | Enrico Knobloch | Maik Twelsiek     | Nina Kraft -2-       | Katja Schumacher | Katrin Esefeld         |
| 13. Aug. 2005 (DM) | Luke Dragsta      | Michael Hofmann |                   | Katja Schumacher -1- | Andrea Brede     | Dagmar Matthes         |
| 14. Aug. 2004 (DM) | Stefan Holzner    | Wiktor Sjemzew  | Rolf Lautenbacher | Andrea Brede         | Tiina Boman      | Ute Mückel             |
| 9. Aug. 2003 (DM)  | Normann Stadler   | Stefan Holzner  | Christian Billau  | Nina Kraft -1-       | Kerstin Lohmeyer | Konstanze Friedrich    |
| 1990 (DM)          | Jürgen Zäck       |                 |                   | Simone Mortier       |                  |                        |

| DTU Deutsche Meisterschaft Triathlon-Mitteldistanz |

Der „eigentliche“ Sieger des Rennens 2004 Timo Bracht konnte seinen Startpass nicht vorlegen und so ging der Titel an den zweitschnellsten Stefan Holzner.

### Kurzdistanz
1,5 km Schwimmen, 40 km Radfahren und 9,6 km Laufen
| Datum/Jahr    | Männer            | Männer            | Männer             | Frauen               | Frauen            | Frauen              |
| Datum/Jahr    | Erster Platz      | Zweiter Platz     | Dritter Platz      | Erster Platz         | Zweiter Platz     | Dritter Platz       |
| ------------- | ----------------- | ----------------- | ------------------ | -------------------- | ----------------- | ------------------- |
| 25. Juni 2023 | Marc Schmid       | Carsten Friedmann | Max Leissl         | Jana Richter         | Andrea Kinberger  | Susanne Griepentrog |
| 30. Juni 2019 | Carsten Friedmann | Julian Pistor     | Christian Zöllner  | Anna-Lena Klee       | Jana Richter      | Isabel Gillain      |
| 10. Juni 2018 | Stefan Betz       | Andreas Besold    | Carsten Friedmann  | Jana Richter         | Corinna Brunecker | Renate Kohlmann     |
| 2015          | Jay Wallwork      | Markus Unsleber   | Silvester Kohlmann | Astrid Zunner -2-    | Jana Richter      | Regina Bauer        |
| 15. Juni 2014 | Maximilian Dietz  | Marcus Schattner  | Tobias Golditz     | Astrid Zunner -1-    | Heike Uhl         | Liora Feicht        |
| 16. Juni 2013 | Andreas Sperber   | Marcus Schattner  | Christof Schmidt   | Ulrike Schwalbe -2-  | Nadja Lindner     | Heike Mönch         |
| 16. Sep. 2012 | Henry Beck        | Christof Schmidt  | Frank Müller       | Heike Mönch          | Tina Hausmann     | Susanne Alsleben    |
| 2009          | Andrej Heilig     |                   |                    | Ulrike Schwalbe -1-  |                   |                     |
| 1994          | Joachim Franzmann |                   |                    | Ute Schäfer -3-      |                   |                     |
| 1992          | Thomas Mattes     |                   |                    | Franziska Lilienfein |                   |                     |
| 1991          | Roland Knoll      |                   |                    | Ute Schäfer -2-      |                   |                     |
| 1989          | Klaus Ruscher     |                   |                    | Ute Schäfer -1-      |                   |                     |

### Sprintdistanz
0,75 km Schwimmen, 20 km Radfahren und 4,8 km Laufen
| Datum/Jahr    | Männer       | Männer            | Männer            | Frauen                  | Frauen         | Frauen              |
| Datum/Jahr    | Erster Platz | Zweiter Platz     | Dritter Platz     | Erster Platz            | Zweiter Platz  | Dritter Platz       |
| ------------- | ------------ | ----------------- | ----------------- | ----------------------- | -------------- | ------------------- |
| 25. Juni 2023 | Luis Steiert | Jakob Breinlinger | Jan Scheffold     | Emma Graf               | Mattea Buggle  | Ava Martha Brambier |
| 10. Juni 2018 |              |                   |                   |                         |                |                     |
| 28. Mai 2017  | Fabian Kraft | Andreas Dreitz    | David Breinlinger | Janina Katharina Lorenz | Johanna Ahrens | Karoline Degenhardt |